# Щегловка (Калининградская область)
Щегловка — посёлок в Славском районе Калининградской области. Входит в состав Тимирязевского сельского поселения.

## Население
| 2002 | 2010 |
| ---- | ---- |
| 210  | ↗218 |

## История
20 января 1945 года Бриттанин был взят войсками 3-го Белорусского фронта, в 1946 году переименован в Щегловку..